# UWC México: New Blood 2
UWC México: New Blood 2 fue un evento de artes marciales mixtas producido por Ultimate Warrior Challenge México, que se llevó a cabo el 28 de abril de 2013 en el ONISEUX de Tijuana, Baja California, México.